# Studentenraad Associatie KU Leuven
De Studentenraad Associatie KU Leuven (StAL) is de overkoepelende studentenraad van de 6 hogeronderwijspartners van de Associatie KU Leuven waartoe KU Leuven, Odisee, Thomas More, Hogeschool Vives, UC Leuven-Limburg en LUCA School of Arts behoren. Op die manier vertegenwoordigt StAL meer dan 113.000 studenten, wat hem tot de grootste studentenraad van Vlaanderen en Brussel maakt.
De Studentenraad werd in 2003 opgericht als een vereniging zonder winstoogmerk, met een algemene vergadering en een raad van bestuur. In mei 2017 werd de structuur ontbonden en werd StAL terug een overlegorgaan binnen de Associatie KU Leuven. 

## Structuur
StAL is een overkoepelende studentenraad die bestaat uit een algemene vergadering, bestuur en bureau.

### Algemene Vergadering
De Algemene Vergadering is het hoogste beslissingsorgaan en komt per semester minstens één keer samen. Ze heeft een overwegend controlerende functie. Het orgaan is samengesteld uit vertegenwoordigers, afgevaardigd van de lokale studentenraden van de associatiepartners en kunnen gebruik maken van een proportioneel aantal stemmen binnen de Algemene Vergadering.
| Provincie       | Instelling   | Studentenraad                                |
| --------------- | ------------ | -------------------------------------------- |
| West-Vlaanderen | Hogeschool   | Studentenraad VIVES Noord                    |
| West-Vlaanderen | Hogeschool   | Studentenraad VIVES Zuid                     |
| Antwerpen       | Hogeschool   | Studentenraad Thomas More Mechelen-Antwerpen |
| Antwerpen       | Hogeschool   | Studentenraad Thomas More Kempen             |
| Limburg         | Hogeschool   | Studentenraad UCLL Limburg                   |
| Vlaams-Brabant  | Hogeschool   | Studentenraad UCLL Leuven                    |
| Brussel         | Hogeschool   | Studentenraad Odisee                         |
| Vlaams-Brabant  | Universiteit | Studentenraad KU Leuven                      |
| Brussel         | Hogeschool   | Studentenraad LUCA School of Arts            |

### Bestuur
Het Bestuur is de uitvoerende macht van de Studentenraad. De bestuurders zijn verantwoordelijk voor de algemene coördinatie en vertegenwoordiging van StAL. Ze behartigen de standpunten die door de leden van StAL zijn ingenomen en verdedigen de belangen van de associatiestudent. De bestuurders bestaan uit een voorzitter, een ondervoorzitter, een secretaris en een coördinator rapporteurs. Het voorzitterschap van StAL wordt elk academiejaar roterend toegekend aan een bepaalde lokale studentenraad van de associatiepartners. Het mandaat van ondervoorzitter wordt automatisch toegekend aan de voorzitter van de Studentenraad KU Leuven. De secretaris en coördinator rapporteurs worden verkozen tijdens de opstartvergadering door de leden van de Algemene Vergadering. Hun mandaat duurt één jaar. 
De voorzitter en de ondervoorzitter van StAL zetelen automatisch in het bestuurscomité en bestuursorgaan van de Associatie KU Leuven. 
Het bestuur wordt voorgezeten door een voorzitter (van StAL), die tevens de voorzitter is van de Algemene Vergadering.

### Bureau
Het Bureau is het orgaan waar het beleid van StAL wordt vormgegeven. Het is erop gericht om standpunten te ontwikkelen in het belang van alle associatiestudenten, en dus niet in het belang van de eigen lokale studentenraad. In tegenstelling tot de Algemene Vergadering heeft iedere lokale studentenraad op het Bureau één stem en beslissen de leden bij voorkeur in consensus. Het Bureau volgt in functie van haar inhoudelijke rol ook de rapporteurs van de verschillende beleidsgroepen en de mandatarissen van externe vergaderingen op. Rapporteurs organiseren intern werkgroepen om inhoudelijke standpunten voor te bereiden. Mandatarissen zetelen in externe vergaderingen en verkondigen er de visie van StAL. 

### Werkgroepen
Een werkgroep bereidt een standpunt van de Studentenraad grondig voor. Een rapporteur organiseert de werkgroepen en zorgt voor een kwalitatieve terugkoppeling naar het Bureau. De werkgroepen behandelen een specifiek onderwerp of thema, zodat het voorbereidende werk concreet en relevant blijft om nadien overgedragen te worden aan het Bureau. De leden van het Bureau bespreken wat uit de werkgroep naar voor is gekomen en stemmen nadien een uiteindelijk standpunt. De rapporteur en eventuele co-rapporteur worden op het Bureau aangeduid. Werkgroepen hebben geen enkele beslissingsmacht en kunnen dus enkel voorstellen of ontwerpstandpunten formuleren.